# Pedro Menéres Cudell
Pedro Roberto Menéres Cudell CvGDM - ComM (Porto, 28 de Dezembro de 1950 - Lisboa, 12 de Junho de 2021) foi um economista e gestor português, tendo feito o seu percurso profissional ligado à banca em Portugal, Angola, Brasil, Espanha, Bahrein, Luxemburgo, França e Cabo Verde. Foi um dos fundadores do Grémio Luso-Brasileiro de São Paulo, membro fundador e primeiro Provedor da Santa Casa da Misericórdia de Paris.

## Formação
Frequentou o Colégio Militar (curso de 1961). Licenciou-se em Economia e Gestão de Empresas pelo Instituto Universitário de Évora (ISESE) e em Marketing Internacional e Comércio Exterior pela Fundação Getulio Vargas em São Paulo, Brasil.

## Carreira profissional
Pedro Cudell iniciou a sua actividade profissional em 1972, em Lisboa, no Banco Totta e Açores. Em Janeiro de 1974 vai para Angola para integrar o Banco Totta Standard de Angola, mudando-se depois para São Paulo, Brasil, em Agosto de 1975, onde ingressou como Gerente da Divisão de Comércio Exterior na Direcção Internacional do Banco Comércio e Indústria do Estado de São Paulo. Passou, posteriormente, pelo Comind Interconsult, banco de investimento detido 50% pelo grupo N.M. Rothshild & Sons.
A partir de Janeiro de 1981 abriu e representou o Banco do Estado de São Paulo (BANESPA) em Lisboa, foi Director-Geral do BANESPA no Bahrein e em Madrid. Em 1988 assumiu o cargo de Director-Geral da União de Bancos Portugueses no Luxemburgo. A partir de 1989 e até 2014, Pedro Cudell ficou ligado ao Grupo Espírito Santo. Primeiro em Paris, como administrador e Director-Geral do Banque Espírito Santo et de la Venetie, depois em Lisboa como Assessor do Conselho de Administração do Banco Espírito Santo (BES) e responsável pela criação e desenvolvimento do Departamento Corporate Internacional. 
A partir de 2007 exerce o cargo de Director-Geral do Banco Espírito Santo SFE Cabo Verde, acumulando, a partir de 2010 como primeiro Presidente do Banco Espírito Santo Cabo Verde. 
Entre 2007 e 2012, e representando o Banco Espírito Santo, a CGD e o BCP, foi membro da Comissão Executiva do Consórcio Português de Aeroportos ASTERION, que concorria à privatização da ANA e à construção do novo aeroporto de Lisboa (NAL) em Alcochete. 
Com a resolução do Banco Espírito Santo, em 2014, Cudell manteve-se como Assessor do Conselho de Administração do Novo Banco (ex-BES) e como Presidente do Banco Internacional de Cabo Verde (ex-BESCV) até Março de 2015.
Entre 2007 e 2019, foi Vogal do Conselho de Administração e Administrador não executivo da SOFID - Sociedade Financeira para o Desenvolvimento, continuando ligado e esta sociedade como membro do Conselho Estratégico. Em 2021, em sua memória, a SOFID criou o Prémio Internacionalização Pedro Cudell destinado a "premiar e divulgar a excelência dos projetos de empresas portuguesas que apostam nos países africanos e impactam com a sua atividade nos Objetivos de Desenvolvimento Sustentável".
Em 2012, foi um dos fundadores da Câmara de Comércio e Indústria Portugal-Gana à qual presidiu até 2017. Ocupou a vice-presidência da Câmara de Comércio e Indústria Portugal-Costa do Marfim, de que foi igualmente um dos fundadores em 2017. 
Foi sócio do Instituto Português de Corporate Governance desde 2016 e membro do Conselho Estratégico da CIP para a Cooperação, Desenvolvimento e Lusofonia Económica desde 2019.

## Diplomacia
Foi cônsul honorário da República da Macedónia do Norte em Portugal.
Cavaleiro de Graça Magistral da Ordem Soberana de Malta, tendo sido membro do Conselho Nacional da Assembleia Portuguesa, foi Embaixador Extraordinário e Plenipotenciário da Ordem Soberana e Militar de Malta junto da República da Guiné-Bissau (2007-2009)

## Associativismo
Foi membro fundador do Grémio Luso-Brasileiro de São Paulo. 
Em 1994, durante a permanência em Paris, Cudell foi um dos fundadores e o primeiro Provedor da Santa Casa da Misericórdia de Paris e membro fundador do Circulo Português de Paris (CPP). 
Foi vogal da Assembleia Geral da Fundação Abel e João de Lacerda – Museu do Caramulo. É ainda sócio do Clube Portuense, do Real Clube Tauromáquico Português, do Círculo Eça de Queiroz, do Grémio Literário e da Associação Desportiva e Cultural Pé Leve. 

## Reconhecimentos
Em Junho de 1999 foi condecorado pelo então Presidente da República, Jorge Sampaio, com o grau de Comendador da Ordem do Mérito Nacional.
Em 2006 foi agraciado pela Ordem Soberana de Malta como Comendador Pro Merito Melitensi.

## Vida pessoal
Segundo de quatro irmãos, é filho de Walter Burmester Cudell, empresário, fundador do CDS, deputado à Assembleia da República (1976-1980), e de Maria José Rebelo de Carvalho Menéres, psicóloga e a primeira mulher da região Norte a receber o brevet de piloto-aviador. Tem quatro filhas e nove netos. Católico, é Cavaleiro da Ordem Equestre do Santo Sepulcro de Jerusalém e membro da Irmandade da Misericórdia e de São Roque de Lisboa.